# Ängelholms FF
Ängelholms FF är en fotbollsklubb i Ängelholm, som bildades 1976. A-laget har under 2000-talet spelat i Superettan.

## Historia
Ängelholms IF (ÄIF), grundat 1905, var fram till 1970-talet den dominerande fotbollsklubben i Ängelholm. Laget hade sin storhetstid på 1930-talet, då man spelade fyra säsonger i division II med storheter som Malmö FF, Halmstads BK samt Helsingborgs IF. Under 1950- och 1960-talet höll man företrädesvis till i division III och IV.

### 1960-talet: Skörpinge GIF
I slutet av 1960-talet tog Skörpinge GIF, etablerat 1950, steget upp i samma serie som ÄIF och konkurrensen om talangerna hårdnade. Skörpinge hävdade sig väl och nosade i början av 1970-talet på division III och var då också nummer ett av fotbollslagen i Ängelholm.

### 1975: Långa och intensiva diskussioner
Under 1975 fördes långa och intensiva diskussioner om ett samgående mellan klubbarna. Drömmen var att föra upp ett Ängelholmslag till elitfotbollen och en majoritet av medlemmarna insåg att något måste hända för att visionen inte enbart skulle förbli en dröm. En grupp över klubbgränserna fick den svåra uppgiften att sy ihop en överenskommelse mellan klubbarna om ett samgående. 1976 blev sammanslagningen ett faktum under det nya föreningsnamnet Ängelholms FF (ÄFF).

### 1990-talet och framåt
Under 1990-talet tog klubben flera kliv framåt, såväl organisations- och spelmässigt som ekonomiskt sett. Man satsade på spel i pojk- och juniorallsvenskan vilket snart gav resultat. 1997 vann ett ungt ÄFF-lag division fyra under Per-Olof Olssons ledning och man påbörjade nu en stark klättring uppåt i seriesystemet. Under Lars Jacobssons ledning bar det hela vägen till spel i Superettan 2002. Trots goda insatser blev det respass till ”tvåan” där spelade laget fram till serieomläggningen 2006, varefter man tog plats i den nya division 1-serien.
I september 2007 blev Ängelholms FF en andra gång klart för spel i Superettan. Säsongen 2008 blev klubbens dittills bästa med en femteplats, följt av en sjundeplats 2009. Detta år utmärkte sig en av klubbens anfallare, Mattias Adelstam, då han med 19 mål delade skytteligasegern med Mjällbyspelaren Marcus Ekenberg.
Säsongen 2011 tog klubben ytterligare kliv i sin utveckling. Med flera rutinerade nyförvärv, bland andra Marcus Lindberg, kunde man ana att Skånelaget nog skulle kunna tillhöra toppskiktet i Superettan. Under några omgångar ledde man till och med serien, men via en slutlig tredjeplats blev det till sist ändå kvalspel till Allsvenskan. Direktuppflyttningsplatsen gick förlorad efter 0-1 hemma mot Hammarby IF. Vid seger så hade avancemanget varit ett faktum då GIF Sundsvall förlorade med 1-2 borta mot Jönköpings Södra IF. I kvalet vann man hemmamötet över Syrianska FC med 2-1 och då returmatchen i Södertälje slutade med en 3-1-seger för Södertälje-laget fick Ängelholm nöja sig med en ny plats i Superettan 2012. Det såg in i det sista ut att bli förlängning men när David Bennhage tryckte in 3-1 i eget mål med 15 sekunder kvar så krossades drömmen om Allsvenskan. Efter säsongen lämnade en av klubbens bättre spelare under året, Sebastian Andersson, för spel i allsvenska Kalmar FF.
I slutet av juli 2016 meddelade klubben att man hotades av konkurs efter en längre tids problem med ekonomin. Bara timmar innan lagets ordförande Sten-Inge Fredin meddelat att konkursansökan skulle lämnas in till tingsrätten meddelade man att konkursen hade avvärjts tack vare ett räddningspaket från telefonioperatören Fastcom.
Den 22 december 2016 begärde klubben konkursansökan. Den 17 januari 2017 meddelades dock att klubben räddats undan konkurs.
2021 vann Ängelholms FF Division 2 västra Götaland och blev klara för division 1 inför säsongen 2022.

## Spelare

### Spelartruppen
(L) - Inlånad spelare
| Nummer      | Land      | Spelare                 | Födelsedatum      | Kom från               | Moderklubb        |           |
| Målvakter   | Målvakter | Målvakter               | Målvakter         | Målvakter              | Målvakter         | Målvakter |
| ----------- | --------- | ----------------------- | ----------------- | ---------------------- | ----------------- | --------- |
| 1           | Sverige   | Lukas Bornandersson     | 25 november 2004  | Ängelholms FF U        | Ängelholms FF     |           |
| 30          | Sverige   | Hugo Fagerberg (L)      | 4 maj 2004        | Mjällby AIF            | Mjällby AIF       |           |
| Försvarare  |           |                         |                   |                        |                   |           |
| 2           | Sverige   | Mohammad Ahmadi         | 9 januari 2000    | Tvååkers IF            | Vessigebro BK     |           |
| 3           | Sverige   | Jonathan Nilsson        | 1 februari 2005   | Ängelholms FF U        | Ängelholms FF     |           |
| 4           | Sverige   | Linus Persson           | 2 september 1999  | Torns IF               | Svalövs BK        |           |
| 5           | Sverige   | William Lindberg        | 30 januari 2003   | Örgryte IS             | Askims IK         |           |
| 6           | Sverige   | Daniel Bergman          | 13 april 2004     | Helsingborgs IF        | Helsingborgs IF   |           |
| 16          | Kosovo    | Donart Lubishtani       | 17 april 2004     | Drenica                | Malmö FF          |           |
| 19          | Sverige   | Casper Nilsson          | 26 november 2003  | Brighton & Hove Albion | Öja FF            |           |
| 23          | Sverige   | Noel Wikström           | 17 april 2005     | Halmstads BK           | Sverige           |           |
| 25          | Sverige   | Jacob Svensson          | 1 april 2005      | Ängelholms FF U        | Vejby IF          |           |
| Mittfältare |           |                         |                   |                        |                   |           |
| 8           | Sverige   | Leo Hedenberg           | 2 januari 2004    | Halmstads BK           | Vapnö IF          |           |
| 10          | Sverige   | Ludvig Carlius          | 14 mars 2001      | FC Helsingør           | Helsingborgs IF   |           |
| 14          | Sverige   | Vilgot Carlsson         | 19 januari 2003   | Helsingborgs IF        | Vikens IK         |           |
| 17          | Irland    | Abimbola Obasoto        | 6 februari 2002   | Torns IF               | Irland            |           |
| 18          | Sverige   | Melker Tågsjö           | 10 februari 2006  | Ängelholms FF U        | Ängelholms FF     |           |
| 22          | Sverige   | Hannes Bladh Pijaca (L) | 6 juli 2005       | Östers IF              | Älmhults IF       |           |
| 24          | Sverige   | Endrit Lipovica         | 29 april 2005     | Ängelholms FF U        | Ängelholms FF     |           |
| 26          | Sverige   | Pelle Svorén            | 0 december 2009   | Ängelholms FF U        | Skäldervikens IF  |           |
| Anfallare   |           |                         |                   |                        |                   |           |
| 7           | Sverige   | Johan Gudmundsson       | 15 september 2002 | Tvååkers IF            | Snöstorp Nyhem FF |           |
| 9           | Sverige   | Max Eriksson            | 4 juli 2004       | Östers IF              | Växjö Norra IF    |           |
| 15          | Sverige   | Anton Nilsson           | 26 februari 2004  | Helsingborgs IF        | Påarps GIF        |           |
| 20          | Sverige   | Alex Hall (L)           | 30 oktober 2005   | Halmstads BK           | Alets IK          |           |
| 21          | Sverige   | Tim Amilon Persson      | 2 augusti 2003    | Hittarps IK            | Hittarps IK       |           |
| 27          | Sverige   | André Gustafson         | 16 oktober 2003   | Östers IF              | Östers IF         |           |

## Tränarstab
| Tränarroll           | Land    | Namn                  |
| -------------------- | ------- | --------------------- |
| Huvudtränare         | Sverige | Andreas Granqvist     |
| Assisterande tränare | Sverige | Tim Hallén            |
| Hjälptränare         | Sverige | Karl-Gunnar Björklund |
| Målvaktstränare      | USA     | Daniel Andersson      |
| Fystränare           | Sverige | Sebastian Lundberg    |

## Arena
Fram till och med säsongen 2013 spelade Ängelholm sina hemmamatcher på Ängelholms IP. Arenan uppfyllde inte kraven för spel i Superettan men genom dispensansökan hade Ängelholm tillåtits spela på arenan. Inför säsongen 2014 skärptes kraven och Ängelholm fick spela sina hemmamatcher på Olympia i grannstaden Helsingborg. I juni 2014 meddelades att man återigen fått dispens för att spela på hemmaarenan.